# Allgemeines Abkommen über den Handel mit Dienstleistungen
Das Allgemeine Übereinkommen über den Handel mit Dienstleistungen (englisch General Agreement on Trade in Services; GATS) ist ein internationales, multilaterales Handelsabkommen der Welthandelsorganisation (WTO), das den grenzüberschreitenden Handel mit Dienstleistungen regelt und dessen fortschreitende Liberalisierung zum Ziel hat.
Das Übereinkommen soll der zunehmenden Bedeutung des Handels mit Dienstleistungen für das Wachstum und die Entwicklung der Weltwirtschaft Rechnung tragen und einen multilateralen Rahmen von Grundsätzen und Regeln für den Handel mit Dienstleistungen schaffen. Die Ausweitung dieses Handels soll durch Markttransparenz und durch fortschreitende Liberalisierung erleichtert werden und das Wirtschaftswachstum aller Handelspartner sowie speziell die Weiterentwicklung der Entwicklungsländer sollen gefördert werden. Diese Ziele sollen durch aufeinanderfolgende Runden weiterer multilateraler Verhandlungen erreicht werden. Ausdrücklich sollen die zunehmende Beteiligung der Entwicklungsländer am Handel mit Dienstleistungen und die Ausweitung ihrer Dienstleistungsausfuhren erleichtert werden und die schwerwiegenden Probleme der am wenigsten entwickelten Länder angesichts ihrer besonderen wirtschaftlichen Lage und ihrer Bedürfnisse im Entwicklungs-, Handels- und Finanzbereich sollen berücksichtigt werden.
Die Europäische Gemeinschaft hat hinsichtlich ihrer Zuständigkeit die Übereinkünfte im Rahmen der multilateralen Verhandlungen der Uruguay-Runde (1986–1994) genehmigt und die rechtsverbindliche Unterzeichnung des Übereinkommens zur Errichtung der Welthandelsorganisation freigegeben. Damit konnte auch GATS, das im Anhang 1 des Übereinkommens enthalten war, EG-weit in Kraft treten.

## Inhalt
Das Übereinkommen gliedert sich in die Artikel I bis Artikel XXIX. Einige wichtige Artikel seien nachfolgend besonders erwähnt.
- Artikel I Geltungsbereich und Begriffsbestimmung Als Geltungsbereich sind Maßnahmen der Mitgliedsstaaten zu sehen, die den Handel mit Dienstleistungen beeinträchtigen. Ausgenommen vom Geltungsbereich sind Dienstleistungen, die in Ausübung hoheitlicher Gewalt erbracht werden. In Ausübung hoheitlicher Gewalt erbracht werden Dienstleistungen, die weder zu kommerziellen Zwecken noch im Wettbewerb mit einem oder mehreren Dienstleistungserbringern erbracht wird. Der Handel mit Dienstleistungen unterscheidet bei der Erbringung einer Dienstleistung vier Varianten:
  - aus dem Hoheitsgebiet eines Mitglieds in das Hoheitsgebiet eines anderen Mitglieds (Mode 1: Grenzüberschreitende Lieferungen) Die Dienstleistung wird vom Heimatland des Anbieters zum Konsumenten ins Ausland transferiert (z. B. E-Banking, wenn die Dienstleistung per Internet oder Telefon zu einem ausländischen Kunden übermittelt wird, E-Learning).
  - im Hoheitsgebiet eines Mitglieds an den Dienstleistungsnutzer eines anderen Mitglieds (Mode 2: Ausländischer Konsum im Inland) Die Dienstleistung wird im Heimatland des Anbieters für einen ausländischen Konsumenten erbracht (z. B. (Auslands-)Tourismus, Aufsuchen eines Zahnarztes im Ausland, Studenten aus dem Ausland).
  - durch einen Dienstleistungserbringer eines Mitglieds mittels kommerzieller Präsenz im Hoheitsgebiet eines anderen Mitglieds (Mode 3: Handelsniederlassungen im Ausland) Die Dienstleistung wird im Heimatland des Konsumenten durch die Niederlassung eines ausländischen Anbieters erbracht (z. B. Direktinvestitionen oder Joint-Ventures im Ausland, Sprachschule eines ausländischen Anbieters).
  - durch einen Dienstleistungserbringer eines Mitglieds mittels Präsenz natürlicher Personen eines Mitglieds im Hoheitsgebiet eines anderen Mitglieds (Mode 4: Natürliche Personen im Ausland) Die Dienstleistung wird im Heimatland des Konsumenten durch eine ausländische, natürliche Person erbracht (z. B. Persönliche Beratung durch einen ausländischen Rechtsanwalt (in seinem Heimatrecht) im Inland; Erntehelfer aus dem Ausland, muttersprachliches Lehrpersonal an einer Sprachschule).
- Artikel II Meistbegünstigung Jeder Mitgliedstaat gewährt Handelsvorteile, die einem Staat gewährt werden, im Zuge der Gleichberechtigung auch allen anderen Mitgliedstaaten. So soll es unmöglich werden, Handelsvergünstigungen nur einzelnen oder wenigen Staaten zu gewähren. Allerdings verweist der Artikel auf eine Anlage, in der zulässige Ausnahmen von der Meistbegünstigung aufgelistet sind und die nach Artikel XXIX als wesentlicher Bestandteil des Übereinkommens gelten. Diese Anlage ist fast so lang wie das Übereinkommen selbst. Eine Ausnahme von der Meistbegünstigung gilt namentlich für regionale Integrationsabkommen nach Artikel V, so dass beispielsweise die EU Handelsvorteile ihres Binnenmarkts nicht auch Drittstaaten gewähren muss.
- Artikel III Transparenz
- Artikel IV Zunehmende Beteiligung der Entwicklungsländer
- Artikel V Wirtschaftliche Integration
- Artikel VI Innerstaatliche Regelung
- Artikel VII Anerkennung
- Artikel VIII Monopole und Dienstleistungserbringer mit ausschließlichen Rechten
- Artikel IX Geschäftspraktiken
- Artikel XI Zahlungen und Übertragungen
- Artikel XII Beschränkungen zum Schutz der Zahlungsbilanz
- Artikel XIII Öffentliches Beschaffungswesen
- Artikel XIV Allgemeine Ausnahmen
- Artikel XIV bis Ausnahmen zur Wahrung der Sicherheit
- Artikel XV Subventionen
- Artikel XVI Marktzugang
- Artikel XVII Inländerbehandlung Die Mitgliedsstaaten verpflichten sich, ausländische Anbieter inländischen gleichzustellen. Staatliche Aufwendungen müssen auch privaten Anbietern aus dem Ausland zur Verfügung stehen.

Die folgenden Artikel befassen sich mit der angestrebten fortschreitenden Liberalisierung. Dazu gehört nach Artikel XX, dass in einer Liste jedes Mitglied die spezifischen Verpflichtungen festlegt, die es nach Artikel XVI, XVII oder XVIII hinsichtlich Marktzugang und Inländerbehandlung übernimmt. So legen die einzelnen Staaten fest, welche Dienstleistungen sie freigeben, bzw. welche Einschränkungen es gibt. Die Öffnung der einzelnen Dienstleistungssektoren geschieht schrittweise in mehreren Runden und erfolgt etwa nach dem Muster: „Gibst du mir die Dienstleistung Bildung, gebe ich dir die Dienstleistung Verkehr“. Die Liberalisierung der Dienstleistung wird in sehr vielen Einzelpunkten – 12 Sektoren bzw. 155 Subsektoren „mal“ den jeweils vier verschiedenen Dienstleistungserbringungsarten (Modes) – verhandelt. Die Liberalisierung soll, in jeder Runde zunehmend, verstärkt betrieben werden. Der Artikel XIX des GATS spricht ausdrücklich von einer fortschreitenden Liberalisierung. Die Rücknahme von einmal eingegangenen Liberalisierungsverpflichtungen ist nur möglich, wenn die dadurch geschädigten Handelspartner Kompensationen, z. B. in Form von und für Liberalisierung anderer Bereiche, erhalten.
Auf die Artikel zur fortschreitenden Liberalisierung folgen die verfahrensrechtlichen institutionellen Bestimmungen. In den Schlussbestimmungen gibt es noch den recht umfangreichen
- Artikel XXVIII Begriffsbestimmungen

Zum Schluss des Übereinkommens ist die Anlage zu Ausnahmen von Artikel II abgedruckt, die auch folgende Teile enthält:
- Anlage zum grenzüberschreitenden Verkehr natürlicher Personen, die im Rahmen des Übereinkommens Dienstleistungen erbringen
- Anlage zu Luftverkehrsdienstleistungen
- Anlage zu Finanzdienstleistungen
- Zweite Anlage zu Finanzdienstleistungen
- Anlage zu Verhandlungen über Seeverkehrsdienstleistungen
- Anlage zur Telekommunikation
- Anlage zu Verhandlungen über Basistelekommunikation

Der Abdruck des Übereinkommens endet mit 15 Fußnoten, die auf Einzelheiten des Textes Bezug nehmen.

## Geschichte
Nach dem Zweiten Weltkrieg bestand zwischen den Industriestaaten ein Konsens darüber, dass ein friedliches Zusammenleben der Nationen durch wirtschaftliche Verflechtungen gefördert werden soll. Dazu wurde zunächst eine Internationale Handelsorganisation (ITO) entworfen und die Charta von Havanna, die u. a. Wohlstand, Frieden, Beschäftigung und faire Sozialstandards forderte, beschlossen, deren Inkrafttreten jedoch am US-amerikanischen Kongress scheiterte. An ihrer Stelle wurde das Allgemeine Zoll- und Handelsabkommen (GATT) gegründet.
Das GATT übernahm zunehmend die Funktion eines multilateralen Rahmens für den internationalen Handel. Bis 1994 fanden acht Runden des GATT statt, in deren Verlauf die Mitgliedsstaaten ihre Zölle massiv gesenkt und nicht-tarifäre Handelshemmnisse abgebaut haben.
Die letzte Runde, die Uruguay-Runde, die von 1986 bis 1994 stattfand, bezog auch Dienstleistungen und geistige Eigentumsrechte (Patente und Urheberrechte) in das Abkommen mit ein. Ergebnisse der Uruguay-Runde sind die Gründung der Welthandelsorganisation (WTO), das Agreement on Trade-Related Aspects of Intellectual Property Rights ‚Abkommen über den Schutz geistiger Eigentumsrechte‘, „TRIPs“ und das GATS.
Das GATS-Abkommen wurde am Ende der Uruguay-Runde unterzeichnet und trat am 1. Januar 1995 in Kraft (GATS 1995). Zugleich wurde damals beschlossen, den Vertrag nach fünf Jahren zu überarbeiten.
So wird das GATS seit Beginn 2000 neu verhandelt (GATS 2000). Die Verhandlungen sollten bis zum Ende der „Neuen Runde“ (der in Doha unter gewissen Konditionen vereinbarten neuen Verhandlungsrunde) 2005 abgeschlossen sein (siehe Doha-Runde). Zu einem Verhandlungsabschluss kam es aber aufgrund unterschiedlicher Ansichten der WTO-Mitglieder bisher nicht.
Zuletzt wurde, angesichts der weltweiten Finanzkrise, vom Weltfinanzgipfel im November 2008 in Washington die beschleunigte Wiederaufnahme der Welthandelsgespräche beschlossen.

## Die GATS-Diskussion
Der zentrale Diskussionspunkt ist, ob öffentliche Dienstleistungen (Gesundheitsdienstleistungen, Bildungsdienstleistungen, …) durch Artikel I:3 ausgenommen sind, oder doch unter das GATS fallen.
So argumentiert etwa das österreichische Wirtschaftsministerium, dass das System der österreichischen Sozial- und Pensionsversicherung aus dem GATS ausgenommen sei, da es sich um Dienstleistungen handelt, die gemäß Artikel I:3 lit. b des GATS-Abkommens in staatlicher Zuständigkeit erbracht werden.
Was laut den Kritikern das Wirtschaftsministerium regelmäßig verschweige, ist Punkt c dieses Artikels. In dieser Bestimmung heißt es, dass Dienstleistungen die

„in Ausübung hoheitlicher Gewalt erbracht [werden, nur dann vom GATS ausgenommen sind, wenn diese Dienstleistungen] weder zu kommerziellen Zwecken noch im Wettbewerb mit einem oder mehreren Dienstleistungserbringern erbracht [werden.]“

Es besteht weder unter WTO-Mitgliedern noch im WTO-Sekretariat Einigkeit über die Bedeutung des Begriffs „erbracht in Ausübung staatlicher Gewalt“. Besonders das Sekretariat der WTO scheint, je nach Umstand, unterschiedliche Ansätze zu verfolgen.
In einem Hintergrundpapier zu Gesundheitsdienstleistungen und soziale Dienste (S/C/W/50) argumentiert das Sekretariat, dass es in Fällen, in denen private, kommerziell orientierte und öffentlich-gemeinnützige Krankenhäuser parallel existieren, unrealistisch sei, zu behaupten, dass keine Wettbewerbssituation herrsche. Folglich sind öffentliche Krankenhäuser, obwohl sie ein öffentlicher Dienst sind, nicht vom GATS ausgenommen.
Um die Bedeutung von Artikel I:3 für die EU zu verstehen, sind die Ausnahmeregelungen im Zuge der „horizontalen Verpflichtungen“ heranzuziehen. Die EU hat in die  Länderlisten des GATS eintragen lassen, dass „Dienstleistungen, die auf nationaler oder örtlicher Ebene als öffentliche Aufgaben betrachtet werden, staatlichen Monopolen oder ausschließlichen Rechten privater Betreiber unterliegen“ können (vgl. WTO 1994: Liste der spezifischen Verpflichtungen – deutsche Übersetzung der Europäischen Gemeinschaften und ihrer Mitgliedstaaten. GATS/SC/31, 15. April, Genf. In: Bundesgesetzblatt. Teil II, S. 1678–1683). Dies stellt demnach die Grundlage für die Beschränkungen des Marktzuganges im Bereich öffentlicher Aufgaben dar.
Diskutiert wird weiters der Artikel VI:4, wo unter anderem ein sog. Notwendigkeitstest beschrieben wird. Dieser soll prüfen, ob staatliche Umwelt- oder sonstige Auflagen handelsneutral sind und ob es andere Auflagen geben könnte, die einen größeren Anreiz für ausländische Investoren bieten. Dieser bedrohe den demokratischen Gestaltungsspielraum, da der Nationalstaat beweisen muss, dass seine Auflagen die geringstmöglichen sind.
Die OECD schlägt vor, Dienstleistungen, die im Rahmen staatlicher Zuständigkeit erbracht werden, als gemeinnützig aufzufassen.

## GATS und EU
Unerwünschterweise sind die Forderungen der EU wie auch die Angebote an die EU an die Öffentlichkeit gekommen und haben für Unmut gesorgt, da u. a. von den USA gefordert wird, im Bildungssektor zu privatisieren. Von den 109 Ländern, an deren Adresse die EU ihre Liberalisierungsforderungen (so genannte Requests) richtete, sind die große Mehrheit (94) Entwicklungs- oder Schwellenländer.
In Europa gibt es das „European Services Forum“ (ESF), das von Sir Leon Brittan (Handelskommissar vor Pascal Lamy) geschaffen wurde, um die europäischen Dienstleistungskonzerne in die GATS-Verhandlungen einzubinden.

## GATS und Österreich
Österreich trat 1994 durch einen 4 Parteien-Beschluss im Nationalrat dem GATS bei (siehe Bundesgesetzblatt 1/95).
In Österreich hat sich eine besonders starke Gruppierung gegen GATS gebildet – beteiligt sind: der Gemeindebund, der Städtebund, die Caritas, Attac und Ex-ÖVP-Vizekanzler Josef Riegler.
Auch der Gewerkschaftsbund ist beteiligt; so hat der ÖGB zum ersten Mal mit anderen Trägerorganisationen zusammengearbeitet. Der frühere Gegner Greenpeace, etwa beim Kraftwerksbau Hainburg, wurde einer von 80 Bündnispartnern. Die EU eröffnete zu den Offers aufgrund der Bürgerproteste einen so genannten Konsultationsprozess: eine Umfrage von NGO und Sektorverbänden wurde begonnen; von tausenden Anfragen kamen über 60 % aus Österreich. Um diesen Bedenken zu begegnen, hat die EU nun ein Dokument veröffentlicht, in dem über die an sie gerichteten Forderungen Auskunft gegeben wird.
Der Nahverkehr, Gesundheit, Bildung und die audiovisuellen Medien seien nach offiziösen Meldungen für Österreich aus den GATS ausgenommen, eine Nachprüfbarkeit ist aufgrund der Geheimverhandlungen nicht möglich. Auch wie lange diese Ausnahmen für die Dauer der Verhandlungen erhalten bleiben, ist fraglich, da ja genau darüber verhandelt wird.
Auch die Länder und Gemeinden in Österreich melden Kritik an: So meint Sepp Rieder, Vize-Bürgermeister von Wien, dass zwar zuerst versichert worden sei, dass die Sozialpartner mit eingebunden werden würden, es aber keine konkreten Verhandlungen oder Informationen gebe. Er schlug vor, dass
- die GATS-Regeln der Notwendigkeitsprüfung und der Verhältnismäßigkeitsprüfung im Bereich der Daseinsvorsorge nicht gelten sollten
- Länder und Gemeinden mitverhandeln sollten, in der Bundesverfassung wäre dafür ein Spielraum vorhanden
- Garantien abgegeben werden, dass die zu Anfang der Verhandlungen versprochenen Bereiche auch wirklich fortwährend aus den Verhandlungen ausgenommen blieben.

## GATS-Kritik
Folgendes sind die Hauptkritikpunkte:
- Elementare Dienste werden über Öffentlich-private Partnerschaft zumindest teilweise privatisiert (Wasser als Handelsware, Erdgasversorgung, Gesundheitswesen, Bildung, Krankenhäuser, Pflegeheime). Der Privatisierung folgten oft Lohnkürzungen in den vormals staatlichen Betrieben.
- Speziell die Ökonomisierung der Bildung (unter anderem über Studiengebühren) wird von Studierenden (Studentenprotest), aber auch vom UN-Bildungsbeauftragten Vernor Muñoz kritisiert.
- Im Gegensatz zu industriellen Lobbygruppen wie dem ESF ist weder das jeweilige nationale Parlament direkt in die Verhandlungen eingebunden und informiert, noch ist die Zivilgesellschaft eingebunden. Die Verhandlungen sind geheim und ihre Ergebnisse werden in Abkommen festgeschrieben. Es ist mit irreversiblen Verträgen zu rechnen, die keinem politischen Meinungsbildungsprozess unterworfen waren.
- Die beachteten und kritisierten Maßnahmen sind nicht mehr Zollpolitik, sondern innerstaatliche Regelungen. Damit werden Gebiete staatlicher Hoheitspolitik berührt und möglicherweise durch das GATS-Vertragswerk außer Kraft gesetzt. Dazu meint etwa Rufus H. Yerxa (WTO-Generaldirektor): Die Entscheidungen werden von den Mitgliedstaaten getragen, das WTO-Büro führe nur aus. Ein freier Handel sei für ein friedvolles Zusammenleben notwendig.
- Kritiker sehen durch GATS Versorgungssicherheit und -stabilität im Sinne einer Daseinsvorsorge nicht zweifelsfrei garantiert.
- Im Rahmen des so genannten „mode 4“ könnte es zu einer Ablösung regulärer Einwanderung, an deren Ende bisher nicht selten die Rechtsgleichheit mit Inländern gestanden habe, durch prekäre Entsendearbeit kommen, bei der die Lasten und Risiken vor allem von den stets nur befristet zugelassenen Entsendekräften selbst, den möglicherweise durch diese ersetzten Inlandskräften sowie den Gesellschaften der Herkunftsländer zu tragen seien. Diese Risiken bestünden vor allem in der Talentabwanderung, in der vollen Tragung des Alters-, Krankheits- und Invaliditätsrisikos und in den Kosten für Erst- und Fortbildung sowie in der Versorgung von Familienangehörigen der entsandten Kräfte. Reichen Gesellschaften gelänge es so, ansonsten notwendige Einwanderung und eine nachhaltige Bewirtschaftung ihrer Arbeitskraftressourcen zu vermeiden und die Kosten der Bereitstellung qualifizierter Arbeitskräfte zu externalisieren. Ausländischen Arbeitskräften könnten im Rahmen von Entsendearbeit durch häufigen Austausch der Personen die gleichen Rechte mit den Inländern auf Dauer verweigert werden. Es entstehe so eine neue Apartheid oder eine neue Helotenklasse.
- Neben Banken und Versicherungen zählten große Wasserversorger (Veolia, Suez Environnement, RWE), Energie-, Bildungs- und Gesundheitskonzerne, wie private Krankenhauskonzerne, zu den vermutlichen Gewinnern des GATS.